# ハードボイルド・エッグ
『ハードボイルド・エッグ』は宝塚歌劇団のミュージカル作品。月組公演。形式名は「ミュージカル」。本公演は21場。作・演出は正塚晴彦。併演作品は『EXOTICA!』。

## 解説
※『宝塚歌劇100年史（舞台編）』の東京公演のページを参考にしている。
厭世的に生きる自称小説家のアレックスが、恋人のローズマリーや周りの人に助けられ、平凡な日常から幸せを見出していく姿を描いた物語。

## 公演期間と公演場所
- 1995年2月17日 - 3月27日[2]（新人公演：3月7日[2]）　宝塚大劇場　※阪神・淡路大震災の為、公演中止（新人公演も含む）[2]
- 1995年6月2日 - 6月28日[1]（新人公演：6月20日[4]）　東京宝塚劇場

## スタッフ（東京）
- 作曲・編曲：高橋城[1]
- 振付：謝珠栄[1]
- 装置：大橋泰弘[1]
- 衣装：任田幾英[1]
- 照明：勝柴次朗[1]
- 小道具：伊集院撤也[1]
- 効果：三尾典正[1]
- 演出助手：加藤誠[1]
- 振付助手：伊賀裕子[1]
- 装置補：新宮有紀[1]
- 衣装補：田口美香[1]
- 音楽指揮：伊澤一郎[1]
- 演奏：東宝オーケストラ[1]
- 舞台監督：佐田民夫[1]/伏見悦男[1]/阿部雅一[1]/斎藤安彦[1]/柴田尚[1]/沖恵[1]
- 製作担当：伊藤万寿夫[1]
- 制作：佐分孝[1]
- 衣装生地提供：日東紡績株式会社[1]
- 演出（新人公演）：正塚晴彦[4]

## 主な配役（東京）
※（）は新人公演
- アレックス - 天海祐希[1]（成瀬こうき[4]）
- ローズマリー - 麻乃佳世[1]（千ほさち[4]）
- ジョージ - 久世星佳[1]（嘉月絵理[4]）
- シドニー - 真琴つばさ[1]（祐輝薫[4]）
- シンディ - 風花舞[1]（南城ひかり[4]）
- マシュー - 汐風幸[1]（名城あおい[4]）
- ローレンス - 若央りさ[5]（高翔みず希[4]）
- フロイド - 姿月あさと[4]（樹里咲穂[4]）